# Clube Náutico Capibaribe
Maillots
Actualités
Dernière mise à jour : 8 mai 2024.
Le Clube Náutico Capibaribe est un club brésilien de football basé à Recife dans l'État du Pernambouc.
Le club possède une rivalité historique avec le Sport Recife (la Classique de la Classics - le troisième plus ancien classique du Brésil) et le Santa Cruz (le Classic des Émotions).

## Historique
- 1901 : Fondation du club
- 1934 : Premier titre de champion de l'État du Pernambouc
- 1939 : Inauguration du Stade Eládio de Barros Carvalho
- 1952 : Champion du Tournoi des Champions du Nord-Est
- 1963-1968 : Six titres consécutifs de champion de l'État du Pernambouc
- 1965-1967 : Triple champion du Nord
- 1966 : Champion du Tournoi des Champions pentagonale du Nord et Champion des Champions du Nord
- 1967 : Finaliste du championnat du Brésil D1 (Taça Brasil)
- 1988 : Deuxième du championnat du Brésil D2 (promu en Serie A)
- 1990 : Demi-finaliste de la Coupe du Brésil
- 2006 : Troisième du championnat du Brésil D2 (promu en Serie A)
- 2011 : Deuxième du championnat du Brésil D2 (promu en Serie A)

### Rivalité
Le Clube Náutico Capibaribe entretient une rivalité avec une autre équipe de la ville, à savoir l'América-PE. Le match entre les deux équipes est appelé le « Clásico de la Técnica y la Disciplina ».

## Palmarès
- Championnat du Brésil de Série C (1) :
  - Champion : 2019

- Championnat de l'État du Pernambouc (24) : 
  - Champion : 1934, 1939, 1945, 1950, 1951, 1952, 1954, 1960, 1963, 1964, 1965, 1966, 1967, 1968, 1974, 1984, 1985, 1989, 2001, 2002, 2004, 2018, 2021, 2022

- Brésil D1 (Taça Brasil) :
  - Finaliste : 1967

Divers :
- Champion du Tournoi des Champions du Nord-Est : 1952
- Champion des Champions du Nord : 1966

## Anciens joueurs
- Jorge Mendonça
- Marinho Chagas
- Cláudio Millar
- Jorge Henrique